# Wałerij Samofałow
Wałerij Petrowycz Samofałow, ukr. Валерій Петрович Самофалов, ros. Валерий Петрович Самофалов, Walerij Pietrowicz Samofałow (ur. 25 maja 1956 w Kijowie) – ukraiński piłkarz, grający na pozycji obrońcy lub pomocnika, a wcześniej napastnika, trener piłkarski.

## Kariera piłkarska
Wychowanek Szkoły Sportowej Dynamo Kijów. Pierwszy trener Ołeksandr Łeonidow. W wieku 15 lat został zaproszony przez trenera Abrama Łermana do Spartaka Kijów. W 1975 rozpoczął karierę piłkarską w drużynie rezerw Awtomobilista Żytomierz. Jesienią 1975 po rekomendacji Abrama Łermana przeszedł do Zirki Kirowohrad, w której rozegrał 552 mecze (rekord) i strzelił 72 goli. W 1982 był powołany do wojska, gdzie służył w SKA Kijów, a potem do końca roku występował w Kołosie Połtawa. W 1983 powrócił do kirowohradzkiej Zirki, w której zakończył karierę piłkarza w roku 1990. W latach 1993-1994 jeszcze grał w zespole amatorskim Łokomotyw Znamianka.

## Kariera trenerska
Karierę szkoleniowca rozpoczął jeszcze będąc piłkarzem. Dwa ostatnie lata łączył funkcje grającego trenera. W 1991 roku objął stanowisko dyrektora technicznego Zirki Kirowohrad. W październiku 1993, po dymisji Ihora Kałyty, pełnił obowiązki głównego trenera Zirki. Potem po zmianie kierownictwa w klubie przez pewien czas pracował w strukturach biznesowych. Następnie powrócił do trenowania dzieci w SDJuSzOR im. Wierchołancewa, a z czasem przeniósł się do Kirowohradzkiej Szkoły Muzycznej, gdzie trenował drużynę piłkarską.

## Sukcesy i odznaczenia

### Sukcesy indywidualne
- rekordzista klubu Zirka Kirowohrad w ilości rozegranych meczów: 552 mecze
- król strzelców klubu Zirka Kirowohrad: 72 goli

### Odznaczenia
- tytuł Mistrza Sportu ZSRR